# جون غيلبرت (لاعب كريكت)
جون غيلبرت (8 أكتوبر 1910 في المملكة المتحدة - 24 يونيو 1992) (بالإنجليزية: John Gilbert)‏ هو لاعب كريكت بريطاني وبريطاني (وحمل سابقاً جنسية المملكة المتحدة لبريطانيا العظمى وأيرلندا). لعب مع نادي مقاطعة ديربيشاير للكريكت ‏.